# ورازدخت
ورازدخت یا برازدخت (پارسی میانه: Warāzduxt) یکی از زنان نجیب‌زاده ساسانی در سده سوم میلادی بود.

## زندگی

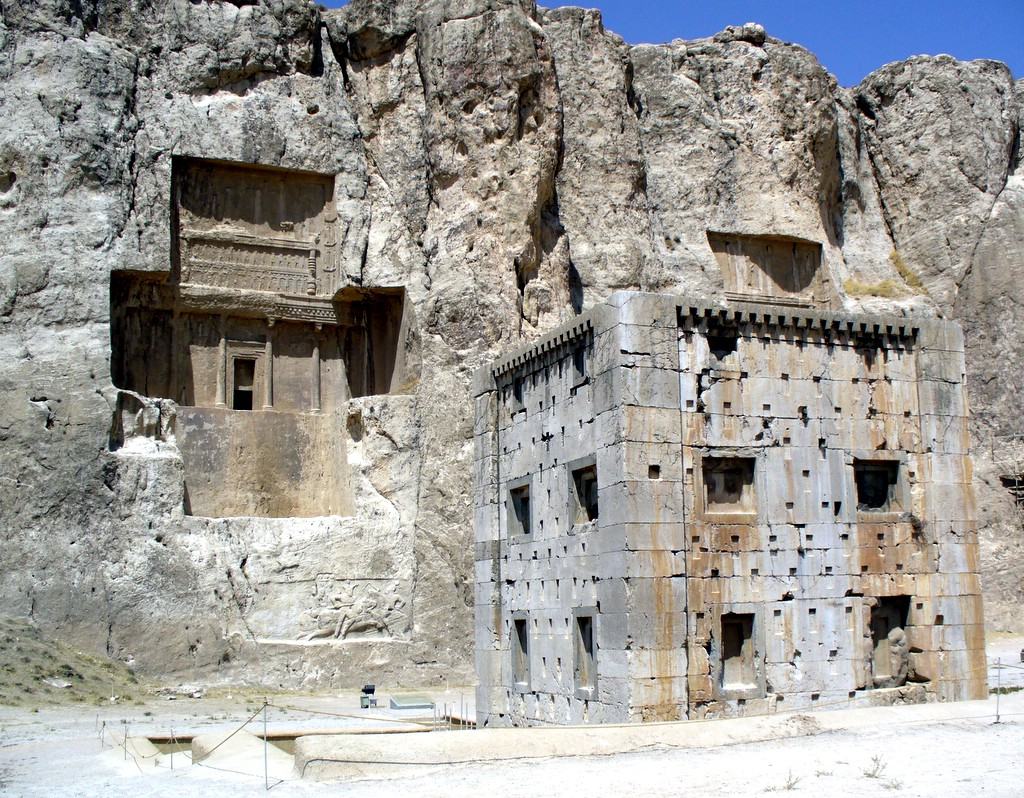
نمایی از کعبه زرتشت، جایی که سنگ‌نوشته شاپور یکم حک شده است.

ورازدخت دختر خوارنزیم، همسر شاپور یکم، بود. از او در سنگ‌نوشته شاپور یکم بر کعبه زرتشت در میان خانواده سلطنتی ساسانی یاد شده است. نام او در این سنگ‌نوشته برخلاف سایر زنان با عنوان شاهزاده یا شهبانو همراه نیست و بنابراین او همسر یا دختر شاه نبوده و حاصل ازدواج مادرش با فرد دیگری پس از مرگ شاه بوده است.